# Georg Eder
Georg Eder (magyarosan Éder György) (Graz, 1739. november 19. – Selmecbánya, 1788) német jezsuita rendi pap, tanár.

## Élete
16 éves korában lépett a rendbe; a Nagyszombati Egyetemen és Grazban végezte tanulmányait; azután Selmecbányán tanított és egyúttal a metallurgikát is tanulta. 1773-ban a bécsi Theresianumban igazgató lett és több évig tanította a metallurgikát és a kémiát.

## Munkái
- Verzeichniss von Fossilien in der Sammlung der Theresianischen Akademie, Wien, 1776